# Suzuki GSX 1400
La Suzuki GSX 1400 (o GSX1400) è una motocicletta sportiva prodotta dalla casa motociclistica giapponese Suzuki dal 2001 al 2008.
Oltreché ad avere il primo motore della storia con sistema di raffreddamento ad aria e olio alimentato ad iniezione, al momento del lancio è stata anche la moto stradale con la maggiore cilindrata pari a 1402 cm³ e con la più alta coppia sviluppata pari a 126 Nm.

## Descrizione e storia

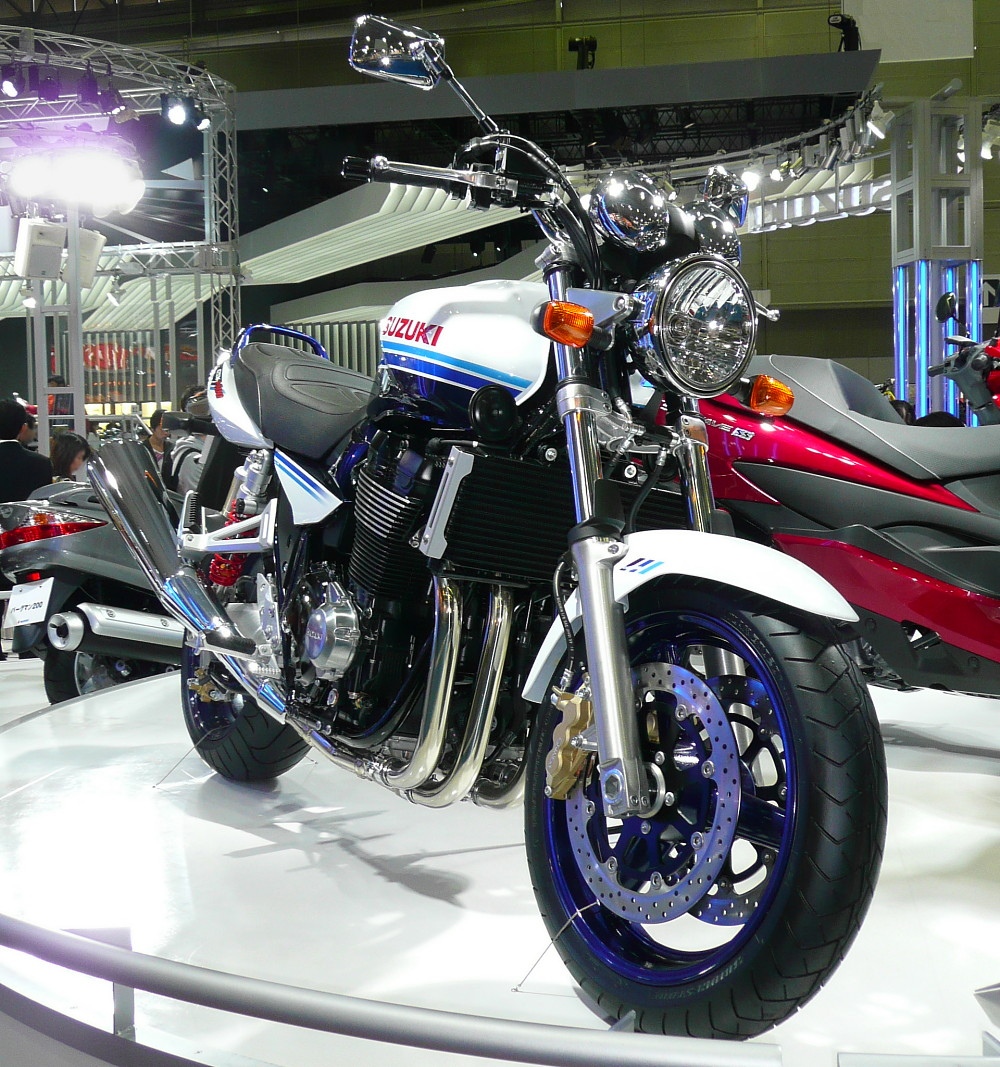
GSX1400 Special Edition

Presentata a settembre 2001, la moto si caratterizza per montare un motore a quattro cilindri in linea a quattro tempi con raffreddamento misto aria-olio (sistema SACS) di 1402 cm³, avente due alberi a camme che comandano 16 valvole (4 per cilindro), con una potenza di 106 CV a 6800 giri/min.
Destinata ad essere una versione più veloce, tecnologica, aggiornata e con più coppia rispetto alla Suzuki Bandit 1200, inizialmente la moto è stata prodotta solo per il Giappone e l'Europa, venendo poi importata successivamente anche sul mercato australiano.
Il motore della GSX1400 è derivato dalla vecchia GSX-R1100, al quale è stato ridotto il regime di rotazione massimo a 9000 giri/min, migliorandone la resa ai bassa e medi regimi. Anche i corpi farfallati hanno un diametro ridotto al fine di limitare la potenza del motore agli alti regimi, ma al contempo andando a migliorare la coppia e la risposta ai bassi regimi.
Nel corso degli anni, ha subìto solo modifiche di dettaglio, tra cui il sistema di scarico 4 in 2 sostituto con un sistema 4 in 1 dotato di silenziatori della Yoshimura.
La produzione e la vendita sono terminate nel 2008.